# 帝都自動車交通
帝都自動車交通株式会社（ていとじどうしゃこうつう、英: TEITO MOTOR TRANSPORTATION CO., LTD.）は、東京都中央区日本橋箱崎町に本社を置き、東京都を中心にハイヤー・タクシーと不動産業を運営する京成グループの事業者。東京四社営業委員会の一角であり、丸に帝のマークが目印である。京成電鉄タクシーホールディングスの完全子会社であり、京成カード加盟店。

## 歴史
- 1938年（昭和13年） - 東京のハイヤー・タクシー会社の整理統合を目的に、京成電気軌道（現在の京成電鉄）が帝都タクシーを設立。
以降、既存のハイヤー・タクシー会社の買収を重ね、1944年までの第一次統合、第二次統合。当時、警視庁は戦時中の統制経済の下、輸送力の維持増強を図るため東京のハイヤー・タクシー会社を一社当たり千台以上保有することを目安に、整理統合を推し進めたが、結局この一件は私鉄経営で実績のある京成の後藤圀彦・東急の五島慶太の「両ごとう」の手に委ねるべく強力に後押しした。このため一時は日東自動車（現在の日本交通）や国際自動車も帝都と合併寸前まで話が進んだ。
- 1943年（昭和18年） - 帝都自動車交通に改称。
- 1944年（昭和19年） - 荒川相互自動車など9社を吸収合併。
- 1945年（昭和20年） - 第三次統合で有力会社だった地下鉄系の東京合同自動車他数社の統合に成功。
- 1957年（昭和32年） - 金星自動車を買収し、のちに第一帝都自動車交通へ改称。
- 1959年（昭和34年） - 東南タクシー・かもめ交通を買収し、のちにそれぞれ第二帝都自動車交通・第三帝都自動車交通へ改称。
- 1962年（昭和37年） - 三新自動車を買収。本社を豊島区東池袋へ移転。
- 1963年（昭和38年） - 第一帝都自動車交通・第二帝都自動車交通・第三帝都自動車交通を帝都タクシーに一本化。
- 1970年（昭和45年） - 光和交通を買収。
- 1977年（昭和52年）から1980年（昭和55年）にかけて、持株のほとんどを保有していた京成電鉄の経営危機に伴い、京成保有株の大部分がハイヤーの大口顧客へ売却され、京成グループから分離。
（もともと、終戦直後に京成が大手ハイタク会社を持つ理由が薄れたとして持株の放出を決定。結局資本関係は残していたものの、経営上は既に分離していた。）
- 1979年（昭和54年） - 帝都タクシーを統合。
- 1980年（昭和55年） - 省エネのあおりで小型タクシー運用開始。当初はコロナその後はマークII→コンフォート（板橋営業所のみクルーが投入され1995年から2000年まで使用していた）。
- 1994年（平成6年） - 旧EM無線（後のEM自交無線→現：イーエム無線協同組合）に加盟していた日新交通と営業協力。同時に帯部分をライトグリーンに変更した「帝都グループ」車色を制定し、協力事業者はこの車色を使用することとなる。タクシーは11月よりAT車を投入開始。
- 1996年（平成8年） - 大輝交通と営業協力。
- 1998年（平成10年）10月 - タクシーの100%がAT車化完了。
- 2000年（平成12年） - 今度は帝都側が経営危機に陥り、元の親会社である京成が支援を決定。第三者割り当てに応じ、再度資本ならびに経営関係を強化。京成グループに復帰する。同時に池袋営業所を大田区大森に移転。また、子会社の帝都川崎自動車は宮園自動車に売却され「宮園交通」となる（2013年廃止）。本社を千代田区三崎町から江東区門前仲町に移転。
- 2001年（平成13年） - 大輝交通が営業協力契約を終了し、東京無線に移籍。ハイグレードタクシーの「ていかー」を投入（クラウンスーパーデラックスGパッケージ・セドリッククラシックSV）。
- 2004年（平成16年） - 日新交通を完全子会社化、社名を「帝都日新交通」とする。それに伴い車両が東京四社統一車色となったため、帝都グループ車色の運用を終了。一般車（統一車色車）へもハイグレード車両投入開始（車種は「ていかー」と同種）。
- 2007年（平成19年） - 中央無線（現：信和事業協同組合）に加盟していた松竹グループ3社（松竹交通・コーディアルタクシー・第四松竹タクシー）と業務提携。松竹グループ3社は帝都グループになる。
- 2008年（平成20年） - ホンダ・FCXクラリティ（燃料電池自動車）を導入、メーカーの本田技研工業との契約運行でハイヤーとしてモニター運行する。[3]
- 2009年（平成21年） - 中央無線に所属していたムサシ交通（元松竹グループ）・大洋自動車交通と業務提携。同時にタクシーはPASMO加盟店となりPASMOなどの交通系ICカードが利用可能に。また、NTTドコモとその提携会社の電子マネーIDが利用可能になる。
- 2010年（平成22年） - 共同無線（現在は日の丸自動車グループ）に所属していた東京交通自動車と業務提携。
- 2011年（平成23年） - 荒川営業所を廃止。日産・リーフを導入。
- 2012年（平成24年） - 日暮里営業所を開設。場所は旧荒川営業所と同じ。参照トヨタ・プリウスを導入。ハイヤー虎ノ門営業所と大森案内所、タクシー千住営業所を廃止。元共同無線で東京交通自動車子会社の平安交通と業務提携。（虎ノ門営業所は分割のうえ日本橋、銀座両営業所に統合。大森案内所は天王洲案内所に移転）
- 2013年（平成25年） - ハイヤーのホテルニューオータニ案内所を廃止。
- 2015年（平成27年） - 日本橋一丁目東地区再開発事業のため本社機能を江東区門前仲町から中央区日本橋1丁目21番5号 5階へ移転。ただし無線センターは門前仲町に残留。
- 2016年（平成28年） - 日の丸自動車交通の営業権及び資産の一切を譲受し、帝都葛飾交通を設立。また、丸紅ビルヂング建て替えに伴い、同ビルに入居していたハイヤー竹橋営業所が、現在地に移転。
- 2017年（平成29年） - ホンダ・クラリティ フューエル セルをタクシーとして導入[4][5]。
- 2019年（平成31年・令和元年）
  - 日時不詳 - 大洋自動車交通[注釈 1][6]と平安交通[注釈 2]が提携解消。
  - 4月19日 - 三信交通グループ[注釈 3]でチェッカーキャブ無線に加盟していた三信交通および非無線で営業していた大森交通と事業譲渡契約を締結[7]。
  - 9月6日 - 上記2社より営業権を譲受した帝都三信交通および帝都三信大森交通が営業開始[8]。
- 2020年（令和2年）
  - 日時不詳 - 東京交通自動車[注釈 4]が提携解消。
  - 2月24日 - 京王自動車と業務提携。東京23区内・武蔵野・三鷹エリア（京王自動車城南・京王自動車城西）に関しては 私鉄協を脱退して帝都無線に加入。
  - 3月1日 - 帝都あたごタクシーを京成タクシーあたごに改称のうえ京成タクシーホールディングスに移管。
  - 9月2日 - タクシー配車アプリ「GO」を導入[9]。
- 2021年（令和3年）12月 - 帝都三信大森交通を廃止し帝都三信交通へ統合[10]。
- 2022年（令和4年）10月1日 - 京王自動車城南・京王自動車城西が京王自動車に統合。
- 2024年（令和6年）
  - 3月1日 - 分社会社のタクシー事業会社4社[注釈 5]とハイヤー事業会社3社[注釈 6]を吸収合併[11]。
  - 6月10日 - コーディアルタクシー、第四松竹タクシーが廃業[12]。
- 2025年（令和7年）
  - 3月1日 - 京成電鉄タクシーホールディングス[注釈 7]の傘下に異動[13]。
  - 3月10日 - 日本橋エリアの再開発工事に伴い本社事務所を中央区日本橋箱崎町41番12号  KDX箱崎ビルへ移転[14]。

## タクシー車両の塗装
タクシー車両は黄色の東京四社色と濃紺色（ていかー）の2種類が存在する。黄色の車両の帯は帝都自動車交通本体、帝都三信交通および帝都日新交通（およびかつての帝都あたごタクシー）がボディ側面とボンネットからトランクにかけての赤帯となっており、他の提携会社はボディ側面のみの赤帯でボンネットからトランクにかけての赤帯は入っていない他、社紋横の文字はない。ただし、濃紺色の代わりに黒い車両もグループには存在する。本体でも本来タクシー用の車種ではない車両は黒い。ジャパンタクシーは全車深藍である。

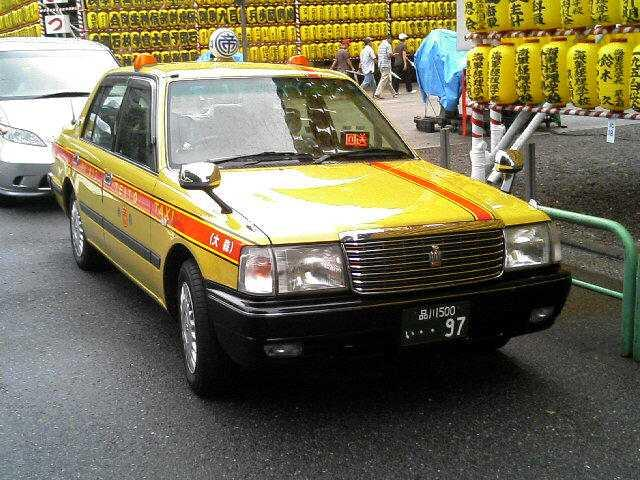
タクシー（クラウンセダン）
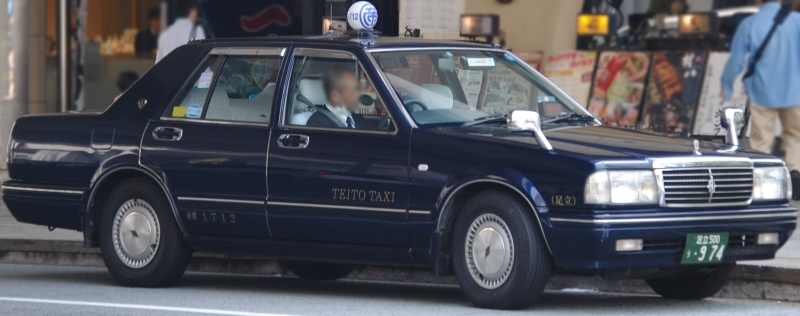
ハイグレードタクシー「ていかー」（セドリック）
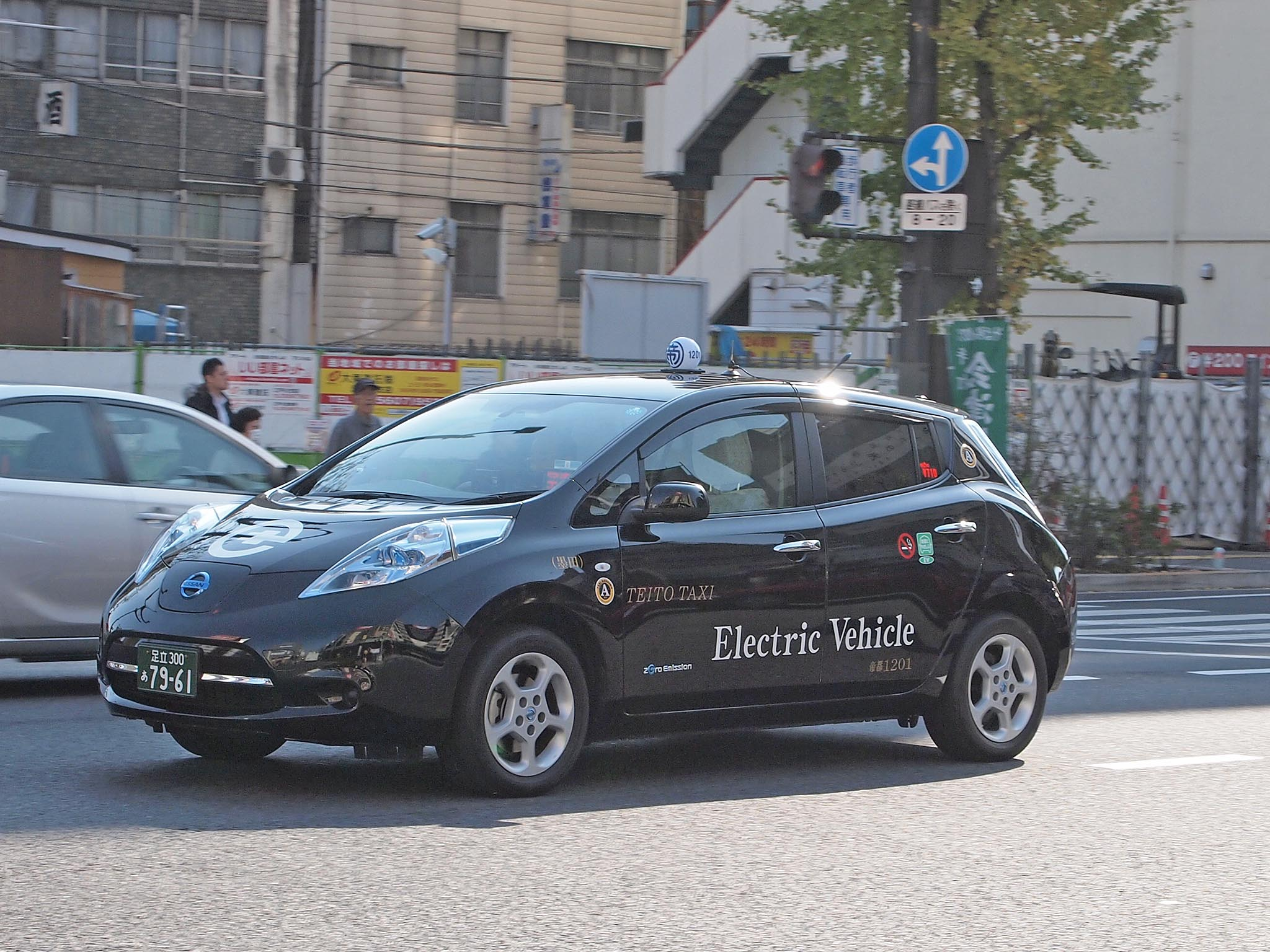
タクシー（リーフ）
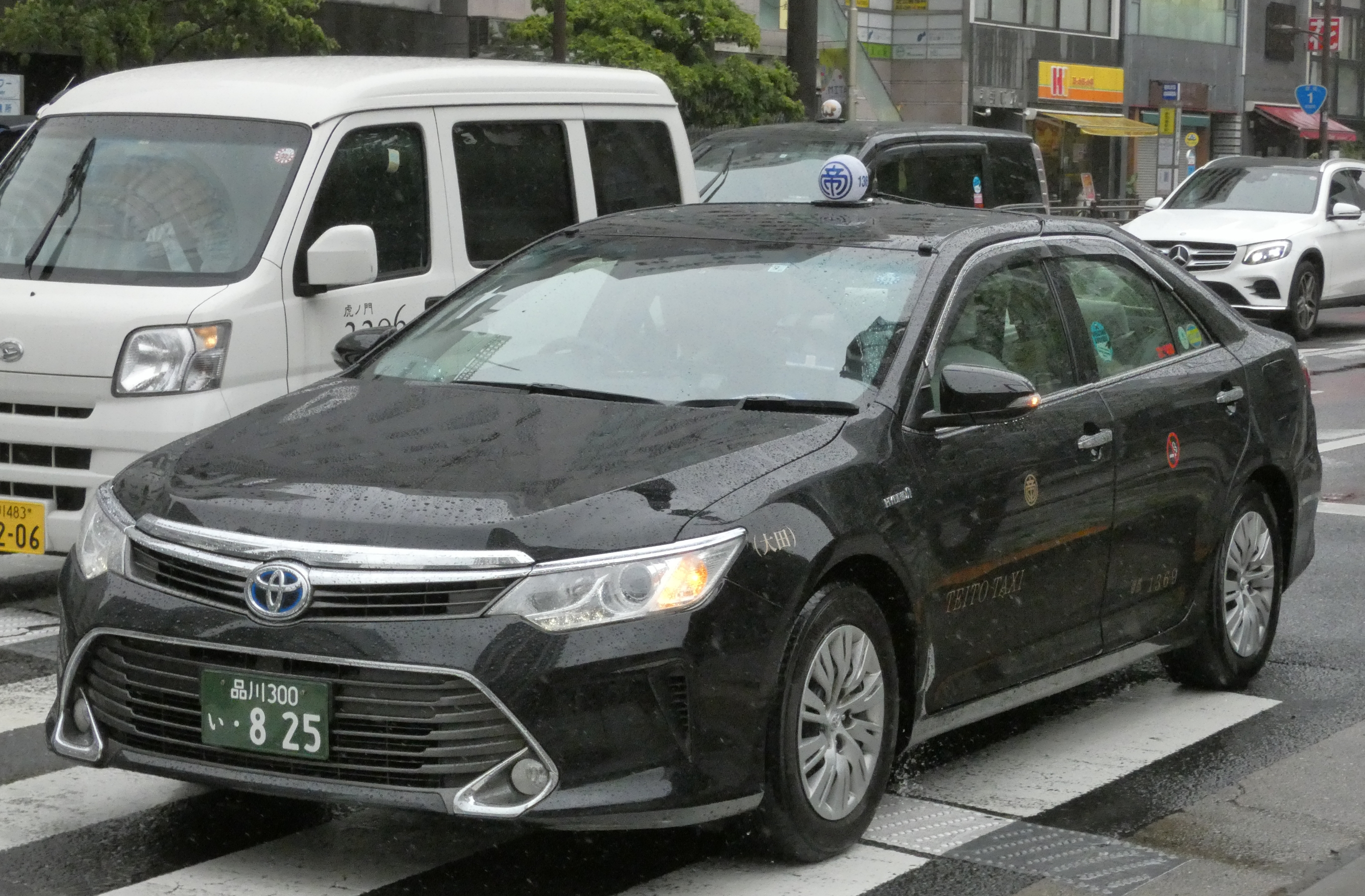
タクシー（カムリ）
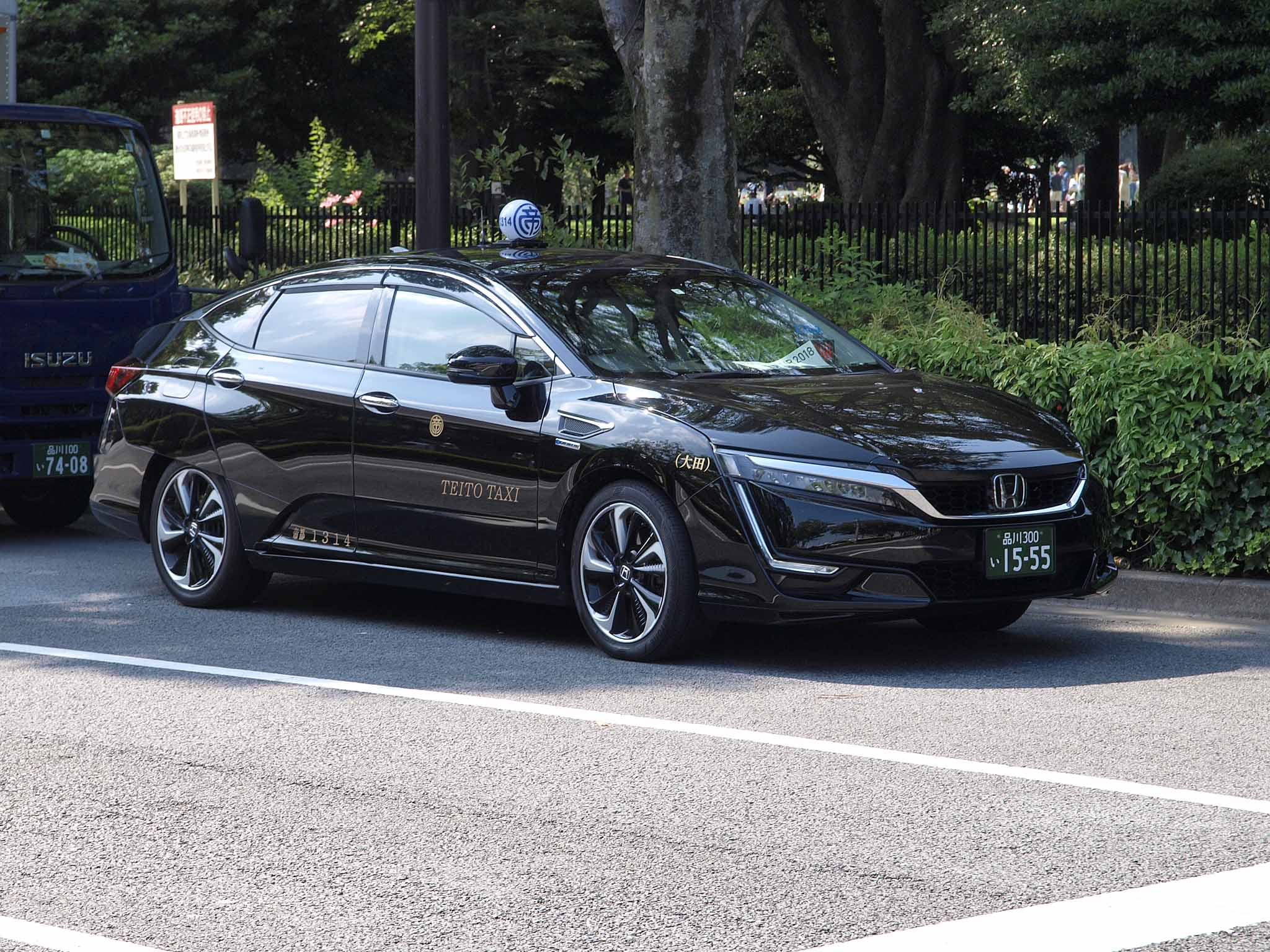
タクシー（クラリティ）
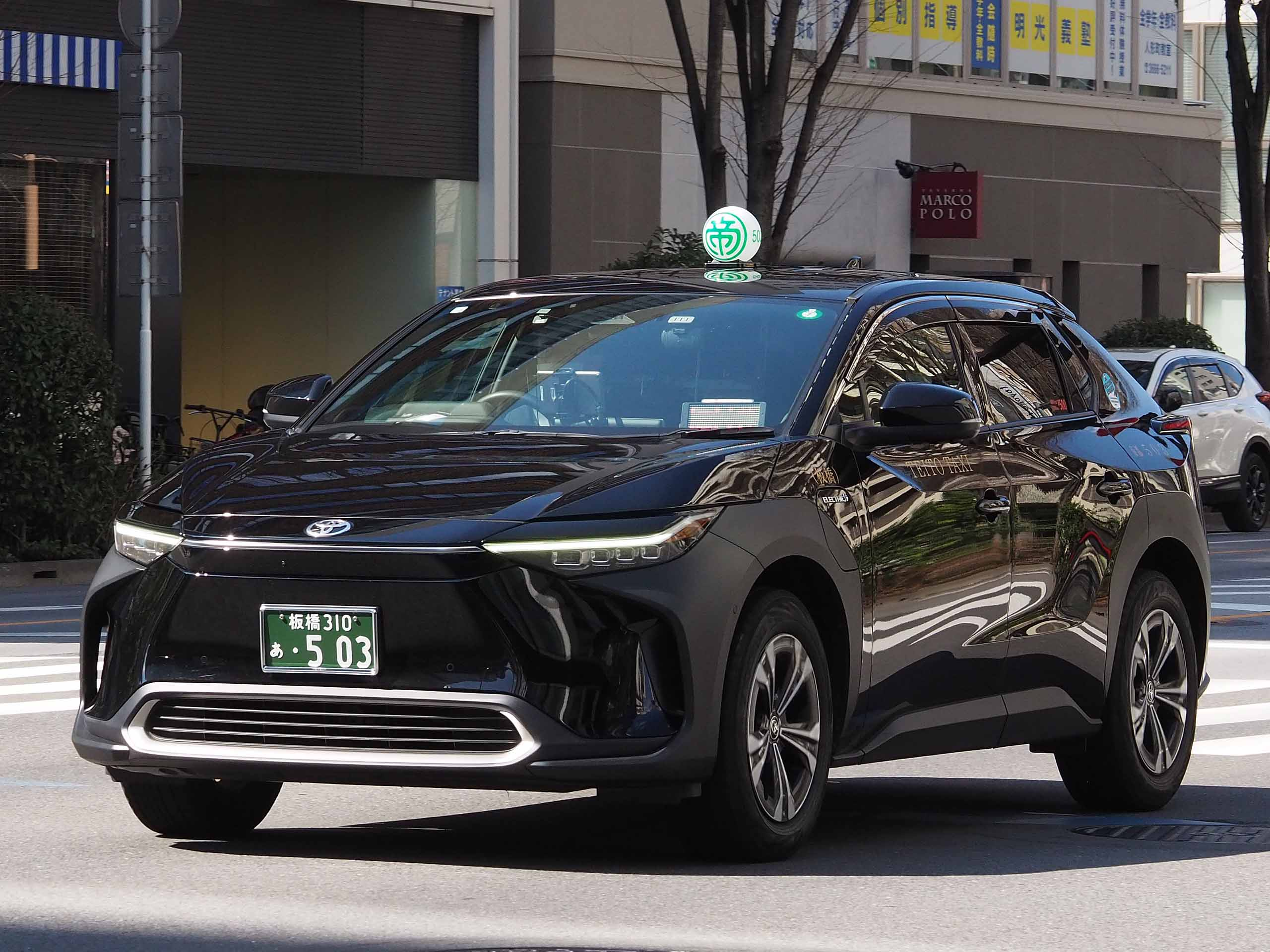
タクシー（bZ4X）

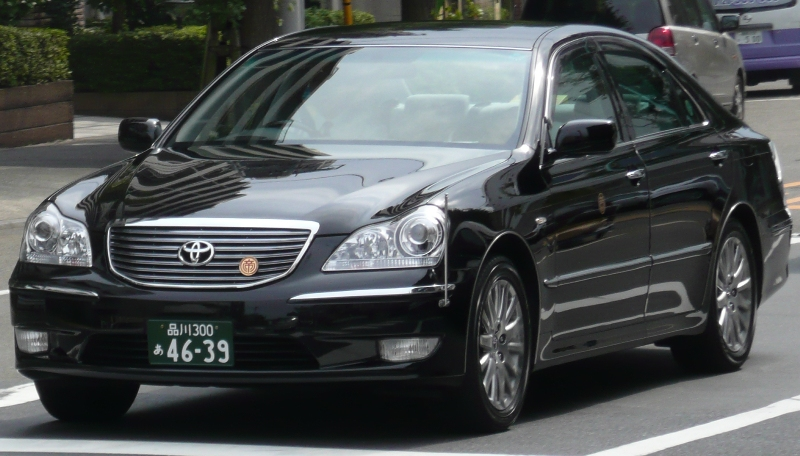
ハイヤー（クラウンマジェスタ）
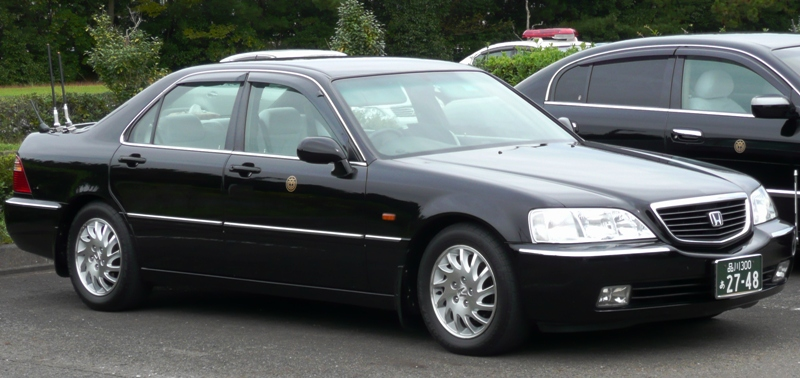
ハイヤー（レジェンド）

## 営業所（車庫）の所在地

### ハイヤー
| 連絡所・営業所・案内所 | 連絡所・営業所・案内所 | 所在地             | 備考                   |
| ---------------------- | ---------------------- | ------------------ | ---------------------- |
| 成田空港連絡所         | 成田空港連絡所         | 千葉県成田市古込   |                        |
| 神田営業所             | 神田営業所             | 千代田区神田錦町   |                        |
| 銀座営業所             | 銀座営業所             | 中央区銀座         |                        |
| 銀座総合案内所         | 銀座総合案内所         | 中央区銀座         | 銀座営業所とは別の場所 |
| 渋谷営業所             | 渋谷営業所             | 渋谷区南平台町     |                        |
| 新橋営業所             | 新橋営業所             | 港区新橋           |                        |
| 竹橋営業所             | 竹橋営業所             | 中央区日本橋小舟町 |                        |
| 天王洲案内所           | 天王洲案内所           | 品川区東品川       |                        |
| 日本橋営業所           | 日本橋営業所           | 中央区日本橋兜町   |                        |
| 深川営業所             | 深川営業所             | 江東区門前仲町     |                        |
| 向島案内所             | 向島案内所             | 墨田区向島         |                        |

### タクシー
| 営業所       | 営業所       | 所在地           | 備考 |
| ------------ | ------------ | ---------------- | ---- |
| 板橋営業所   | 板橋営業所   | 板橋区大山金井町 |      |
| 大森営業所   | 大森営業所   | 大田区大森北     |      |
| 墨田営業所   | 墨田営業所   | 墨田区押上       |      |
| 日暮里営業所 | 日暮里営業所 | 荒川区西日暮里   |      |

## 専用タクシー乗り場
- 銀座乗り場　(銀座ナイン3号館内/平日22:00〜26:00)
- 汐留シティセンター乗り場
- 東京ミッドタウン乗り場（日本交通と共用）
- 東京ミッドタウン日比谷乗り場（日本交通・国際自動車・大和自動車交通と共用）
- 六本木グランドタワー乗り場（日本交通・東京無線と共用）
- アークヒルズ仙石山森タワー乗り場（日本交通と共用）

## グループ・営業提携会社
※太字は帝都直系グループ（＝京成グループ）、それ以外は営業提携会社

### 特別区・武三交通圏

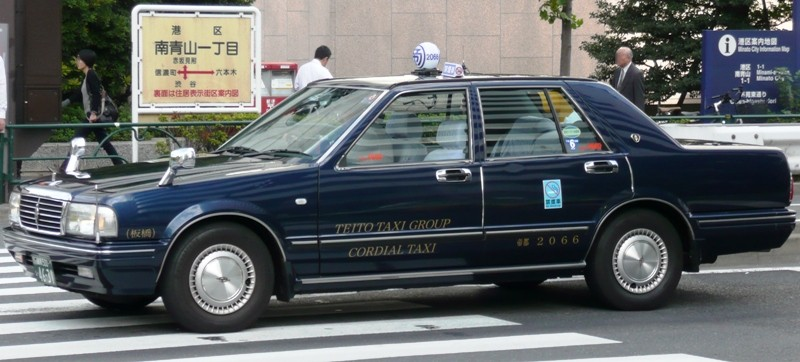
コーディアルタクシー

| 社名・営業所 | 社名・営業所 | 表記              | 表記                | 所在地       | 備考                                                                                       |
| 社名・営業所 | 社名・営業所 | 四社色 （一般車） | 濃紺色 （ていかー） | 所在地       | 備考                                                                                       |
| ------------ | ------------ | ----------------- | ------------------- | ------------ | ------------------------------------------------------------------------------------------ |
| 帝都葛飾交通 | 帝都葛飾交通 | なし              | TEITO KATSUSHIKA    | 葛飾区白鳥   | 帝都直系 旧・京成タクシー→日の丸自動車交通                                                 |
| 帝都三信交通 | 帝都三信交通 | TEITO 三信        | TEITO SANSHIN       | 大田区東六郷 | 帝都直系 元・三信交通グループ 旧・三信交通および旧・大森交通→帝都三信大森交通              |
| 帝都日新交通 | 帝都日新交通 | TEITO 日新        | TEITO NISSIN        | 大田区萩中   | 帝都直系 旧・日新交通                                                                      |
| 京王自動車   | 目黒営業所   | なし              | KEIO                | 目黒区上目黒 | 京王グループ                                                                               |
| 京王自動車   | 杉並営業所   | なし              | KEIO                | 杉並区上荻   | 京王グループ                                                                               |
| 京王自動車   | 吉祥寺営業所 | なし              | KEIO                | 三鷹市下連雀 | 京王グループ                                                                               |
| 松竹交通     | 舟渡営業所   | SHOCHIKU KOUTU    | SHOCHIKU KOUTU      | 板橋区舟渡   | 松竹グループ 板橋営業所は旧・ライオン交通→さくら交通→第三松竹タクシー→コーディアルタクシー |
| 松竹交通     | 板橋営業所   | SHOCHIKU KOUTU    | SHOCHIKU KOUTU      | 板橋区舟渡   | 松竹グループ 板橋営業所は旧・ライオン交通→さくら交通→第三松竹タクシー→コーディアルタクシー |
| ムサシ交通   | ムサシ交通   | MUSASHI KOUTU     | MUSASHI KOUTU       | 練馬区関町北 | 元・松竹グループ 旧・第二松竹タクシー                                                      |

- コーディアルタクシー

### タクシー以外
- 京成オートサービス（自動車整備工場、墨田区京島ほか）
- 帝都西柏自動車教習所（西柏自動車教習所、千葉県柏市柏の葉） - 2019年2月15日閉鎖